# Robin Haase
Pour les articles homonymes, voir Haase.
Robin Haase, né le 6 avril 1987 à La Haye, est un joueur de tennis professionnel néerlandais.
Il a été finaliste de l'Open d'Australie 2013 en double.

## Carrière
Lors du tournoi ATP 500 de Rotterdam en 2008, il bat Andy Murray no 10 mondial au premier tour 7-5, 6-3 ; il bat un autre top 10, au Masters du Canada en 2007, Tomáš Berdych également no 10 mondial, 6-4, 7-5. Il passe à deux reprises près de belles victoires de prestige, à l'US Open 2011 où il a mené deux sets à zéro face à Andy Murray alors no 4 mondial (7-65, 6-2, 2-6, 0-6, 4-6) et à Wimbledon en 2010 où il mène deux sets à 1 contre le no 1 mondial Rafael Nadal (7-5, 2-6, 6-3, 0-6, 3-6). Il a remporté un tournoi deux années de suite en 2011 et 2012 à Kitzbühel en Autriche et un en double à Marseille en 2011. Alors qu'il n'avait jamais dépassé les 1/16 de finale dans les tournois de double en Grand Chelem, il atteint en 2013 la finale de l'Open d'Australie. Avec son compatriote Igor Sijsling, ils passent un premier tour très disputé en trois tie-breaks contre la paire Leonardo Mayer / Albert Ramos, puis ils battent la paire dont fait partie Jonathan Marray, un des vainqueurs du double de Wimbledon, et en demi-finale la paire vainqueur du Masters Marcel Granollers / Marc López classés 10 et 6 en double. Ils échouent contre les frères Bryan, classés 1 et 2 en finale. En Masters 1000, il atteint un quart de finale à Monte-Carlo en 2012.
Robin Haase possède la particularité de détenir le record de tie-breaks perdus consécutivement (17 entre 2012 et 2013).
En 2017, Robin Haase réalise sa meilleure performance au Masters 1000 du Canada, en atteignant les demi-finales. Battant successivement Albert Ramos-Viñolas (6-3, 6-3), Ernesto Escobedo (6-4, 6-1), Grigor Dimitrov alors tête de série no 7 (7-63, 4-6, 6-1) en huitièmes de finale et Diego Schwartzman en 1/4 (4-6, 6-3, 6-3). En demi-finale, il rencontre Roger Federer, où il s'incline (3-6, 65-7) en 1 h 15 de jeu.

## Palmarès
Il a remporté treize titres en tournois Challenger en simple et 2 en tournois Future.
Il remporte le prix ATP « Retour de l'Année » (Comeback Player of the Year) en 2010, notamment pour avoir dominé la saison du circuit Challenger avec 7 titres.

### Titres en simple messieurs
| No | Date       | Nom et lieu du tournoi              | Catégorie | Dotation  | Surface      | Finaliste             | Score          |          |
| -- | ---------- | ----------------------------------- | --------- | --------- | ------------ | --------------------- | -------------- | -------- |
| 1  | 31-07-2011 | Bet-at-home Cup Kizbühel, Kitzbühel | ATP 250   | 398 250 € | Terre (ext.) | Albert Montañés       | 6-4, 4-6, 6-1  | Parcours |
| 2  | 28-07-2012 | Bet-at-home Cup Kizbühel, Kitzbühel | ATP 250   | 358 425 € | Terre (ext.) | Philipp Kohlschreiber | 62-7, 6-3, 6-2 | Parcours |

### Finales en simple messieurs
| No | Date       | Nom et lieu du tournoi                     | Catégorie | Dotation  | Surface      | Vainqueur       | Score         |          |
| -- | ---------- | ------------------------------------------ | --------- | --------- | ------------ | --------------- | ------------- | -------- |
| 1  | 22-07-2013 | Crédit Agricole Suisse Open Gstaad, Gstaad | ATP 250   | 410 200 € | Terre (ext.) | Mikhail Youzhny | 6-3, 6-4      | Parcours |
| 2  | 14-10-2013 | Erste Bank Open, Vienne                    | ATP 250   | 501 355 € | Dur (int.)   | Tommy Haas      | 6-3, 4-6, 6-4 | Parcours |
| 3  | 18-07-2016 | J. Safra Sarasin Swiss Open Gstaad, Gstaad | ATP 250   | 463 520 € | Terre (ext.) | Feliciano López | 6-4, 7-5      | Parcours |

### Titres en double messieurs
| No | Date       | Nom et lieu du tournoi                     | Catégorie | Dotation    | Surface      | Partenaire           | Finalistes                          | Score              |          |
| -- | ---------- | ------------------------------------------ | --------- | ----------- | ------------ | -------------------- | ----------------------------------- | ------------------ | -------- |
| 1  | 14-02-2011 | Open 13 Marseille                          | ATP 250   | 512 750 €   | Dur (int.)   | Ken Skupski          | Julien Benneteau Jo-Wilfried Tsonga | 6-3, 64-7, [13-11] | Parcours |
| 2  | 21-07-2014 | Crédit Agricole Suisse Open Gstaad Gstaad  | ATP 250   | 426 605 €   | Terre (ext.) | Andre Begemann       | Rameez Junaid Michal Mertiňák       | 6-3, 6-4           | Parcours |
| 3  | 01-01-2018 | Tata Open Maharashtra Pune                 | ATP 250   | 501 345 $   | Dur (ext.)   | Matwé Middelkoop     | Pierre-Hugues Herbert Gilles Simon  | 7-65, 7-65         | Parcours |
| 4  | 05-02-2018 | Diema Xtra Sofia Open Sofia                | ATP 250   | 501 345 €   | Dur (int.)   | Matwé Middelkoop     | Nikola Mektić Alexander Peya        | 5-7, 6-4, [10-4]   | Parcours |
| 5  | 16-07-2018 | Plava Laguna Croatia Open Umag             | ATP 250   | 501 345 €   | Terre (ext.) | Matwé Middelkoop     | Roman Jebavý Jiří Veselý            | 6-4, 6-4           | Parcours |
| 6  | 15-07-2019 | Plava Laguna Croatia Open Umag             | ATP 250   | 524 340 €   | Terre (ext.) | Philipp Oswald       | Oliver Marach Jürgen Melzer         | 7-5, 62-7, [14-12] | Parcours |
| 7  | 07-02-2022 | ABN AMRO World Tennis Tournament Rotterdam | ATP 500   | 1 208 315 € | Dur (int.)   | Matwé Middelkoop     | Lloyd Harris Tim Pütz               | 4-6, 7-65, [10-5]  | Parcours |
| 8  | 06-02-2023 | Open Sud de France Montpellier             | ATP 250   | 562 815 €   | Dur (int.)   | Matwé Middelkoop     | Maxime Cressy Albano Olivetti       | 7-64, 4-6, [10-6]  | Parcours |
| 9  | 27-01-2025 | Open Occitanie Montpellier                 | ATP 250   | 596 035 €   | Dur (int.)   | B. van de Zandschulp | Tallon Griekspoor Bart Stevens      | 67-7, 6-3, [10-5]  | Parcours |

### Finales en double messieurs
| No | Date       | Nom et lieu du tournoi                               | Catégorie    | Dotation      | Surface      | Vainqueurs                             | Partenaire              | Score              |          |
| -- | ---------- | ---------------------------------------------------- | ------------ | ------------- | ------------ | -------------------------------------- | ----------------------- | ------------------ | -------- |
| 1  | 16-07-2007 | Dutch Open Tennis Amersfoort Amersfoort              | Int' Series  | 391 000 $     | Terre (ext.) | Juan Pablo Brzezicki Juan Pablo Guzmán | Rogier Wassen           | 6-2, 63-7, [10-7]  | Parcours |
| 2  | 03-01-2011 | Aircel Chennai Open Chennai                          | ATP 250      | 398 250 $     | Dur (ext.)   | Mahesh Bhupathi Leander Paes           | David Martin            | 6-2, 63-7, [10-7]  | Parcours |
| 3  | 12-06-2011 | Gerry Weber Open Halle                               | ATP 250      | 663 750 €     | Gazon (ext.) | Rohan Bopanna Aisam-Ul-Haq Qureshi     | Milos Raonic            | 68-7, 6-3, [9-11]  | Parcours |
| 4  | 14-01-2013 | Australian Open Melbourne                            | G. Chelem    | 13 803 160 A$ | Dur (ext.)   | Bob Bryan Mike Bryan                   | Igor Sijsling           | 6-3, 6-4           | Parcours |
| 5  | 12-05-2014 | Internazionali BNL d'Italia Rome                     | Masters 1000 | 2 884 675 €   | Terre (ext.) | Daniel Nestor Nenad Zimonjić           | Feliciano López         | 6-4, 7-62          | Parcours |
| 6  | 03-08-2015 | Generali Open Kitzbühel                              | ATP 250      | 439 405 €     | Terre (ext.) | Nicolás Almagro Carlos Berlocq         | Henri Kontinen          | 5-7, 6-3, [11-9]   | Parcours |
| 7  | 20-02-2017 | Open 13 Provence Marseille                           | ATP 250      | 620 660 €     | Dur (int.)   | Julien Benneteau Nicolas Mahut         | Dominic Inglot          | 6-4, 69-7, [10-5]  | Parcours |
| 8  | 31-12-2018 | Qatar ExxonMobil Open Doha                           | ATP 250      | 1 313 215 $   | Dur (ext.)   | David Goffin Pierre-Hugues Herbert     | Matwé Middelkoop        | 5-7, 6-4, [10-4]   | Parcours |
| 9  | 14-04-2019 | Rolex Monte-Carlo Masters Monte-Carlo                | Masters 1000 | 5 207 405 €   | Terre (ext.) | Nikola Mektić Franko Škugor            | Wesley Koolhof          | 63-7, 7-63, [11-9] | Parcours |
| 10 | 22-07-2019 | Hambourg European Open Hambourg                      | ATP 500      | 1 855 490 €   | Terre (ext.) | Oliver Marach Jürgen Melzer            | Wesley Koolhof          | 6-2, 7-63          | Parcours |
| 11 | 05-08-2019 | Coupe Rogers présentée par Banque Nationale Montréal | Masters 1000 | 5 701 945 $   | Dur (ext.)   | Marcel Granollers Horacio Zeballos     | Wesley Koolhof          | 7-5, 7-5           | Parcours |
| 12 | 18-07-2022 | EFG Swiss Open Gstaad Gstaad                         | ATP 250      | 534 555 €     | Terre (ext.) | Tomislav Brkić Francisco Cabral        | Philipp Oswald          | 6-4, 6-4           | Parcours |
| 13 | 10-05-2023 | Internazionali BNL d'Italia Rome                     | Masters 1000 | 7 705 780 €   | Terre (ext.) | Hugo Nys Jan Zieliński                 | Botic van de Zandschulp | 7-5, 6-1           | Parcours |
| 14 | 24-06-2023 | Mallorca Championships Calvià                        | ATP 250      | 915 630 €     | Gazon (ext.) | Yuki Bhambri Lloyd Harris              | Philipp Oswald          | 6-3, 6-4           | Parcours |
| 15 | 12-02-2024 | ABN AMRO Open Rotterdam                              | ATP 500      | 2 134 985 €   | Dur (int.)   | Wesley Koolhof Nikola Mektić           | Botic van de Zandschulp | 6-3, 7-5           | Parcours |

## Parcours dans les tournois duGrand Chelem

### En simple
| Année | Open d'Australie | Open d'Australie | Internationaux de France | Internationaux de France | Wimbledon       | Wimbledon       | US Open         | US Open           |
| ----- | ---------------- | ---------------- | ------------------------ | ------------------------ | --------------- | --------------- | --------------- | ----------------- |
| 2007  | —                | —                | —                        | —                        | —               | —               | 1er tour (1/64) | Novak Djokovic    |
| 2008  | 2e tour (1/32)   | S. Grosjean      | 1er tour (1/64)          | Marin Čilić              | 1er tour (1/64) | Lleyton Hewitt  | —               | —                 |
|       |                  |                  |                          |                          |                 |                 |                 |                   |
| 2010  | 1er tour (1/64)  | Tomáš Berdych    | 1er tour (1/64)          | Nicolás Almagro          | 2e tour (1/32)  | Rafael Nadal    | —               | —                 |
| 2011  | 3e tour (1/16)   | Andy Roddick     | 2e tour (1/32)           | Mardy Fish               | 3e tour (1/16)  | Mardy Fish      | 2e tour (1/32)  | Andy Murray       |
| 2012  | 1er tour (1/64)  | Andy Roddick     | 2e tour (1/32)           | Mikhail Youzhny          | 1er tour (1/64) | J. M. del Potro | 1er tour (1/64) | Feliciano López   |
| 2013  | 1er tour (1/64)  | Andy Murray      | 2e tour (1/32)           | Jerzy Janowicz           | 1er tour (1/64) | Mikhail Youzhny | 1er tour (1/64) | Frank Dancevic    |
| 2014  | 1er tour (1/64)  | Donald Young     | 2e tour (1/32)           | Martin Kližan            | 2e tour (1/32)  | Gilles Simon    | 1er tour (1/64) | Andy Murray       |
| 2015  | 1er tour (1/64)  | Gilles Simon     | 1er tour (1/64)          | Marin Čilić              | 2e tour (1/32)  | Andy Murray     | 2e tour (1/32)  | Richard Gasquet   |
| 2016  | 1er tour (1/64)  | Mirza Bašić      | 1er tour (1/64)          | Jack Sock                | 2e tour (1/32)  | Jack Sock       | 1er tour (1/64) | James Duckworth   |
| 2017  | 1er tour (1/64)  | Alexander Zverev | 2e tour (1/32)           | Rafael Nadal             | 1er tour (1/64) | Frances Tiafoe  | 1er tour (1/64) | Kyle Edmund       |
| 2018  | 1er tour (1/64)  | Lorenzo Sonego   | 1er tour (1/64)          | David Goffin             | 2e tour (1/32)  | Nick Kyrgios    | 2e tour (1/32)  | David Goffin      |
| 2019  | 2e tour (1/32)   | Tomáš Berdych    | 1er tour (1/64)          | P. Kohlschreiber         | 2e tour (1/32)  | Milos Raonic    | 1er tour (1/64) | Diego Schwartzman |
|       |                  |                  |                          |                          |                 |                 |                 |                   |
| 2021  | 1er tour (1/64)  | Filip Krajinović | —                        | —                        | —               | —               | —               | —                 |

N.B. : à droite du résultat se trouve le nom de l'ultime adversaire.

### En double messieurs
| Année | Open d'Australie                                                                            | Open d'Australie                                                                          | Internationaux de France                                                                   | Internationaux de France                                                               | Wimbledon                                                                                  | Wimbledon | US Open                                                                            | US Open |
| ----- | ------------------------------------------------------------------------------------------- | ----------------------------------------------------------------------------------------- | ------------------------------------------------------------------------------------------ | -------------------------------------------------------------------------------------- | ------------------------------------------------------------------------------------------ | --------- | ---------------------------------------------------------------------------------- | ------- |
| 2007  | —                                                                                           | —                                                                                         | —                                                                                          | —                                                                                      | —                                                                                          | —         | 1er tour (1/32) J. Melzer \|\| style="text-align:left;" \| Amer Delić J. Gimelstob |         |
| 2008  | —                                                                                           | —                                                                                         | 2e tour (1/16) Rik De Voest \|\| style="text-align:left;" \| Steve Darcis O. Rochus        | 1er tour (1/32) Sam Querrey \|\| style="text-align:left;" \| F. Cipolla D. Gremelmayr  | —                                                                                          | —         |                                                                                    |         |
|       |                                                                                             |                                                                                           |                                                                                            |                                                                                        |                                                                                            |           |                                                                                    |         |
| 2010  | —                                                                                           | —                                                                                         | —                                                                                          | —                                                                                      | 2e tour (1/16) T. de Bakker \|\| style="text-align:left;" \| Sa. Ratiwatana So. Ratiwatana | —         | —                                                                                  |         |
| 2011  | —                                                                                           | —                                                                                         | 1er tour (1/32) O. Rochus \|\| style="text-align:left;" \| S. Stakhovsky M. Youzhny        | 1er tour (1/32) K. Skupski \|\| style="text-align:left;" \| A. Clément Lukáš Dlouhý    | 1er tour (1/32) V. Hănescu \|\| style="text-align:left;" \| S. Stakhovsky M. Youzhny       |           |                                                                                    |         |
| 2012  | 1er tour (1/32) J. Nieminen \|\| style="text-align:left;" \| Mikhail Elgin A. Kudryavtsev   | 1er tour (1/32) J. Nieminen \|\| style="text-align:left;" \| Max Mirnyi Daniel Nestor     | 1er tour (1/32) J. Nieminen \|\| style="text-align:left;" \| Bob Bryan Mike Bryan          | 1er tour (1/32) A. Seppi \|\| style="text-align:left;" \| S. González Scott Lipsky     |                                                                                            |           |                                                                                    |         |
| 2013  | Finale I. Sijsling                                                                          | Bob Bryan Mike Bryan                                                                      | 1er tour (1/32) I. Sijsling \|\| style="text-align:left;" \| Christopher Kas Oliver Marach | 1er tour (1/32) I. Sijsling \|\| style="text-align:left;" \| E. Schwank H. Zeballos    | 1er tour (1/32) I. Sijsling \|\| style="text-align:left;" \| Lu Yen-hsun Divij Sharan      |           |                                                                                    |         |
| 2014  | 2e tour (1/16) C. Kas \|\| style="text-align:left;" \| Bob Bryan Mike Bryan                 | 1/8 de finale A. Begemann \|\| style="text-align:left;" \| M. González Juan Mónaco        | 1er tour (1/32) J. Huta Galung \|\| style="text-align:left;" \| V. Pospisil Jack Sock      | 2e tour (1/16) I. Sijsling \|\| style="text-align:left;" \| M. Granollers Marc López   |                                                                                            |           |                                                                                    |         |
| 2015  | 1er tour (1/32) A. Begemann \|\| style="text-align:left;" \| Ivan Dodig Marcelo Melo        | 2e tour (1/16) M. Youzhny \|\| style="text-align:left;" \| Radu Albot Lukáš Rosol         | 1er tour (1/32) B. Paire \|\| style="text-align:left;" \| M. Daniell M. Demoliner          | 1er tour (1/32) J. Knowle \|\| style="text-align:left;" \| M. Granollers Marc López    |                                                                                            |           |                                                                                    |         |
| 2016  | 2e tour (1/16) F. Verdasco \|\| style="text-align:left;" \| V. Pospisil Jack Sock           | 1er tour (1/32) V. Troicki \|\| style="text-align:left;" \| Ivan Dodig Marcelo Melo       | —                                                                                          | —                                                                                      | 2e tour (1/16) Artem Sitak \|\| style="text-align:left;" \| P.-H. Herbert N. Mahut         |           |                                                                                    |         |
| 2017  | 1er tour (1/32) F. Mayer \|\| style="text-align:left;" \| Alex Bolt B. Mousley              | 1er tour (1/32) D. Inglot \|\| style="text-align:left;" \| T. C. Huey Denis Istomin       | 1er tour (1/32) D. Inglot \|\| style="text-align:left;" \| P. Petzschner A. Peya           | 1/4 de finale M. Middelkoop \|\| style="text-align:left;" \| F. López Marc López       |                                                                                            |           |                                                                                    |         |
| 2018  | 1er tour (1/32) M. Middelkoop \|\| style="text-align:left;" \| P. Carreño G. García         | 2e tour (1/16) M. Middelkoop \|\| style="text-align:left;" \| P.-H. Herbert Nicolas Mahut | 1/4 de finale R. Lindstedt \|\| style="text-align:left;" \| Dominic Inglot Franko Škugor   | 1/8 de finale M. Middelkoop \|\| style="text-align:left;" \| Jamie Murray Bruno Soares |                                                                                            |           |                                                                                    |         |
| 2019  | 1er tour (1/32) M. Middelkoop \|\| style="text-align:left;" \| Ryan Harrison Sam Querrey    | 1/8 de finale F. Nielsen \|\| style="text-align:left;" \| J. S. Cabal Robert Farah        | 1/8 de finale F. Nielsen \|\| style="text-align:left;" \| Raven Klaasen Michael Venus      | 1/8 de finale W. Koolhof \|\| style="text-align:left;" \| J. S. Cabal Robert Farah     |                                                                                            |           |                                                                                    |         |
| 2020  | —                                                                                           | —                                                                                         | 1er tour (1/32) João Sousa \|\| style="text-align:left;" \| R. Lindstedt J. Thompson       | Annulé                                                                                 | Annulé                                                                                     | —         | —                                                                                  |         |
| 2021  | 1er tour (1/32) O. Marach \|\| style="text-align:left;" \| M. Kecmanović Casper Ruud        | 1/8 de finale J.-L. Struff \|\| style="text-align:left;" \| P.-H. Herbert Nicolas Mahut   | 1/8 de finale A. Golubev \|\| style="text-align:left;" \| S. Bolelli M. González           | 1er tour (1/32) M. McDonald \|\| style="text-align:left;" \| S. González A. Molteni    |                                                                                            |           |                                                                                    |         |
| 2022  | 2e tour (1/16) van de Zandschulp \|\| style="text-align:left;" \| Pablo Andújar P. Martínez | 2e tour (1/16) R. Klaasen \|\| style="text-align:left;" \| Nikola Mektić Mate Pavić       | —                                                                                          | —                                                                                      | 1/8 de finale P. Oswald \|\| style="text-align:left;" \| N. Mektić Mate Pavić              |           |                                                                                    |         |
| 2023  | 1/8 de finale M. Middelkoop \|\| style="text-align:left;" \| M. Arévalo J.-J. Rojer         | 1er tour (1/32) P. Oswald \|\| style="text-align:left;" \| R. Arneodo T.-S. Weissborn     | 1er tour (1/32) P. Oswald \|\| style="text-align:left;" \| M. Melo John Peers              | 2e tour (1/16) N. Mektić \|\| style="text-align:left;" \| M. McDonald A. Mies          |                                                                                            |           |                                                                                    |         |
| 2024  | 1er tour (1/32) Y. Bhambri \|\| style="text-align:left;" \| N. Barrientos R. Matos          | 2e tour (1/16) van de Zandschulp \|\| style="text-align:left;" \| T. Macháč Zhang Z.      | 1er tour (1/32) S. Arends \|\| style="text-align:left;" \| R. Bopanna M. Ebden             | 1er tour (1/32) S. Arends \|\| style="text-align:left;" \| R. Bopanna M. Ebden         |                                                                                            |           |                                                                                    |         |

N.B. : le nom du partenaire se trouve sous le résultat ; les noms des ultimes adversaires se trouvent à droite.

### En double mixte
| Année | Open d'Australie                                                                  | Open d'Australie | Internationaux de France | Internationaux de France | Wimbledon                                                                        | Wimbledon           | US Open | US Open |
| ----- | --------------------------------------------------------------------------------- | ---------------- | ------------------------ | ------------------------ | -------------------------------------------------------------------------------- | ------------------- | ------- | ------- |
| 2013  | —                                                                                 | —                | —                        | —                        | 1er tour (1/32) A. Rosolska                                                      | H. Watson J. Marray | —       | —       |
|       |                                                                                   |                  |                          |                          |                                                                                  |                     |         |         |
| 2018  | —                                                                                 | —                | —                        | —                        | 1/8 de finale K. Flipkens \|\| style="text-align:left;" \| A. Spears J. S. Cabal | —                   | —       |         |
|       |                                                                                   |                  |                          |                          |                                                                                  |                     |         |         |
| 2023  | 1er tour (1/16) Zhang Shuai \|\| style="text-align:left;" \| A. Parnaby A. Harris | —                | —                        | —                        | —                                                                                |                     |         |         |

N.B. : le nom de la partenaire se trouve sous le résultat ; les noms des ultimes adversaires se trouvent à droite.

## Parcours dans lesMasters 1000
| Année | Indian Wells          | Miami                   | Monte-Carlo               | Rome                  | Hambourg puis Madrid | Canada                     | Cincinnati               | Madrid puis Shanghai  | Paris                         |
| ----- | --------------------- | ----------------------- | ------------------------- | --------------------- | -------------------- | -------------------------- | ------------------------ | --------------------- | ----------------------------- |
| 2007  | —                     | 1er tour Juan Mónaco    | —                         | —                     | —                    | 2e tour M. Baghdatís       | —                        | —                     | —                             |
| 2008  | 2e tour Juan Mónaco   | 1er tour M. Berrer      | —                         | —                     | —                    | —                          | —                        | —                     | —                             |
|       |                       |                         |                           |                       |                      |                            |                          |                       |                               |
| 2011  | 1er tour R. Schüttler | 1er tour J. Tipsarević  | 2e tour J. Melzer         | —                     | —                    | —                          | —                        | 1er tour K. Nishikori | —                             |
| 2012  | 1er tour P. Andújar   | 2e tour J. Melzer       | 1/4 de finale N. Djokovic | 1er tour S. Wawrinka  | —                    | —                          | 1er tour A. Seppi        | —                     | —                             |
| 2013  | 1er tour J. Blake     | 1er tour D. Goffin      | 1er tour Roger-Vasselin   | —                     | 2e tour J.-W. Tsonga | —                          | —                        | —                     | 2e tour M. Raonic             |
| 2014  | 2e tour G. Dimitrov   | 1er tour L. Hewitt      | 1er tour D. Toursounov    | 1er tour J. Chardy    | 1er tour J. Nieminen | —                          | —                        | —                     | —                             |
| 2015  | 3e tour Lukáš Rosol   | 2e tour S. Giraldo      | 1er tour A. Ramos         | —                     | —                    | —                          | —                        | —                     | —                             |
| 2016  | 2e tour A. Dolgopolov | —                       | 1er tour D. Džumhur       | —                     | —                    | —                          | —                        | —                     | 1er tour F. Verdasco          |
| 2017  | 1er tour P. Lorenzi   | 2e tour J. M. del Potro | 2e tour D. Thiem          | 1er tour C. Berlocq   | 2e tour T. Berdych   | 1/2 finale R. Federer      | 1er tour A. Mannarino    | 1er tour R. Gasquet   | 1/8 de finale J. M. del Potro |
| 2018  | —                     | 2e tour J. M. del Potro | 1er tour A. Rublev        | 2e tour D. Shapovalov | 2e tour D. Goffin    | 1/4 de finale K. Khachanov | 1/8 de finale P. Carreño | 1er tour Taylor Fritz | 1er tour P. Kohlschreiber     |
| 2019  | 2e tour A. Rublev     | 3e tour N. Basilashvili | —                         | —                     | —                    | —                          | —                        | —                     | —                             |

N.B. : sous le résultat se trouve le nom de l’ultime adversaire.

## Victoires sur le top 10
Toutes ses victoires sur des joueurs classés dans le top 10 de l'ATP lors de la rencontre.
| Légende      |
| Grand Chelem |
| Masters 1000 |
| 500 Series   |
| 250 Series   |
| Coupe Davis  |

| # | R.H.   | Tournoi      | Année | Surface    | Adversaire         | Rang  | Tour | Score         |
| - | ------ | ------------ | ----- | ---------- | ------------------ | ----- | ---- | ------------- |
| 1 | no 103 | Montréal     | 2007  | Dur        | Tomáš Berdych      | no 10 | 1/32 | 6-4, 7-5      |
| 2 | no 94  | Rotterdam    | 2008  | Dur (int.) | Andy Murray        | no 10 | 1/16 | 7-5, 6-3      |
| 3 | no 63  | Vienne       | 2013  | Dur (int.) | Jo-Wilfried Tsonga | no 8  | 1/2  | 7-5, 7-64     |
| 4 | no 104 | Indian Wells | 2015  | Dur        | Stanislas Wawrinka | no 7  | 1/32 | 6-3, 3-6, 6-3 |
| 5 | no 42  | Halle        | 2017  | Gazon      | Dominic Thiem      | no 8  | 1/8  | 6-3, 7-67     |
| 6 | no 43  | Paris-Bercy  | 2017  | Dur (int.) | Alexander Zverev   | no 4  | 1/16 | 3-6, 6-2, 6-2 |
| 7 | no 55  | Cincinnati   | 2018  | Dur        | Alexander Zverev   | no 4  | 1/16 | 5-7, 6-4, 7-5 |

## Classements ATP en fin de saison
| Année          | 2004 | 2005 | 2006 | 2007 | 2008 | 2009 | 2010 | 2011 | 2012 | 2013 | 2014 | 2015 | 2016 | 2017 | 2018 | 2019 | 2020 | 2021 | 2022 | 2023 |
| Rang en simple | 1253 | 970  | 164  | 112  | 115  | 451  | 65   | 45   | 56   | 43   | 83   | 66   | 59   | 42   | 50   | 163  | 197  | 227  | 262  | 752  |
| Rang en double | 1752 | 675  | 234  | 177  | 245  | –    | 156  | 82   | 152  | 56   | 45   | 77   | 149  | 81   | 38   | 33   | 35   | 71   | 44   | 41   |

Source : (en) Classements de Robin Haase sur le site officiel de la Fédération internationale de tennis